# Isländischer Fußballpokal der Männer 2012
Der isländische Fußballpokal 2012 war die 53. Austragung des isländischen Pokalwettbewerbs der Männer. Pokalsieger wurde Titelverteidiger KR Reykjavík. Das Team setzte sich am 18. August 2012 im Laugardalsvöllur von Reykjavík gegen UMF Stjarnan durch und qualifizierte sich damit für die Europa League. Im Zweitrundenspiel zwischen Snæfell Stykkishólmur und Haukar Hafnarfjörður gab es mit dem 0:31 einen neuen Torrekord.

## Modus
Die Begegnungen wurden in einem Spiel ausgetragen. In den ersten zwei Runden nahmen Vereine ab der zweiten Liga abwärts teil. Die Vereine der ersten Liga stiegen erst in der 3. Runde ein. Bei unentschiedenem Ausgang wurde das Spiel zunächst verlängert und gegebenenfalls durch Elfmeterschießen entschieden.

## Vorrunde
| Datum      |                   | Ergebnis |                    |
| ---------- | ----------------- | -------- | ------------------ |
| 01.05.2012 | UMF Kormákur/Hvöt | 1:0      | Hamrarnir Akureyri |

## 1. Runde
| Datum      |                             | Ergebnis              |                         |
| ---------- | --------------------------- | --------------------- | ----------------------- |
| 04.05.2012 | ÍH Hafnarfjörður            | 2:1                   | UMF Grundarfjörður      |
| 05.05.2012 | KFS Vestmannaeyja           | 2:1                   | Ármann Reykjavík        |
| 05.05.2012 | Huginn Seyðisfjörður        | 1:4                   | Leiknir Fáskrúðsfjörður |
| 06.05.2012 | KS Dalvík/Reynir            | 4:1                   | Völsungur Húsavík       |
| 06.05.2012 | HK Kópavogur                | 3:2 n. V.             | KF Vesturbæjar          |
| 06.05.2012 | Hamar Hveragerði            | 1:1 n. V. (4:3 i. E.) | Mídas Reykjavík         |
| 06.05.2012 | Stál-úlfur Kópavogur        | 1:4                   | UMF Afturelding         |
| 06.05.2012 | Reynir Sandgerði            | 8:0                   | SR Reykjavik            |
| 06.05.2012 | UMF Njarðvík                | 10:10                 | UMF Kjalnesingar        |
| 06.05.2012 | Magni Grenivík              | 4:0                   | UMF Kormákur/Hvöt       |
| 06.05.2012 | Gnúpverjar Reykjavík        | 0:2 n. V.             | UMF Þróttur Vogar       |
| 06.05.2012 | KS Fjallabyggðar            | 5:1                   | Drangey Sauðárkrókur    |
| 08.05.2012 | KFR Hella/Hvolsvöllur       | 2:2 n. V. (5:6 i. E.) | KB Breiðholts           |
| 08.05.2012 | Elliði Reykjavík            | 1:2 n. V.             | Björninn Reykjavík      |
| 08.05.2012 | þór þorlákshöfn             | 3:1                   | UMF Stokkseyri          |
| 08.05.2012 | Ísbjörninn Kópavogur        | 2:4                   | Ægir þorlákshöfn        |
| 08.05.2012 | Hvíti riddarinn Mosfellsbær | 4:1                   | Afríka Reykjavík        |
| 08.05.2012 | Léttir Reykjavík            | 2:1                   | Skínandi Garðabær       |
| 08.05.2012 | Árborg Selfoss              | 1:0                   | Víðir Garði             |
| 08.05.2012 | Kári Akranes                | 6:1                   | KH Hlíðarendi           |
| 08.05.2012 | Hómer Reykjavík             | 1:3                   | Augnablik Kópavogur     |
| 09.05.2012 | Ýmir Kópavogur              | 6:5                   | KFG Garðabær            |
| 09.05.2012 | Berserkir Reykjavík         | 3:1                   | UMF Álftanes            |

## 2. Runde
| Datum      |                             | Ergebnis              |                         |
| ---------- | --------------------------- | --------------------- | ----------------------- |
| 15.05.2012 | Augnablik Kópavogur         | 2:0                   | Hamar Hveragerði        |
| 16.05.2012 | Ægir þorlákshöfn            | 1:4                   | UMF Víkingur            |
| 16.05.2012 | Magni Grenivík              | 0:7                   | KA Akureyri             |
| 16.05.2012 | Fákur Reykjavík             | 2:3                   | Víkingur Reykjavík      |
| 16.05.2012 | KFF Fjarðabyggðar           | 4:2                   | UMF Sindri Höfn         |
| 16.05.2012 | Höttur Egilsstaðir          | 7:1                   | Leiknir Fáskrúðsfjörður |
| 16.05.2012 | UMF Afturelding             | 3:0                   | Kári Akranes            |
| 16.05.2012 | Ýmir Kópavogur              | 0:3                   | Reynir Sandgerði        |
| 16.05.2012 | Snæfell Stykkishólmur       | 00:31                 | Haukar Hafnarfjörður    |
| 16.05.2012 | Leiknir Reykjavík           | 3:1                   | HK Kópavogur            |
| 16.05.2012 | Berserkir Reykjavík         | 1:2                   | ÍF Grótta               |
| 16.05.2012 | UMF Njarðvík                | 4:2                   | ÍR Reykjavik            |
| 16.05.2012 | Léttir Reykjavík            | 0:5                   | þróttur Reykjavík       |
| 08.06.2012 | Árborg Selfoss              | 3:3 n. V. (4:5 i. E.) | KB Breiðholts           |
| 16.05.2012 | Björninn Reykjavík          | 0:1                   | UMF Þróttur Vogar       |
| 16.05.2012 | KS Dalvík/Reynir            | 2:0                   | UMF Tindastóll          |
| 17.05.2012 | BÍ/Bolungarvík              | 4:3                   | ÍH Hafnarfjörður        |
| 17.05.2012 | þór þorlákshöfn             | 0:6                   | Fjölnir Reykjavík       |
| 17.05.2012 | Hvíti riddarinn Mosfellsbær | 2:5                   | KFS Vestmannaeyja       |
| 22.05.2012 | KS Fjallabyggðar            | 1:3                   | þór Akureyri            |

## 3. Runde
Teilnehmer: Die 20 Sieger der 2. Runde und die 12 Vereine der Pepsideild 2012.
| Datum      |                      | Ergebnis              |                      |
| ---------- | -------------------- | --------------------- | -------------------- |
| 06.06.2012 | Augnablik Kópavogur  | 1:4                   | Höttur Egilsstaðir   |
| 06.06.2012 | Leiknir Reykjavík    | 1:2                   | þróttur Reykjavík    |
| 06.06.2012 | Fram Reykjavík       | 1:1 n. V. (4:3 i. E.) | Haukar Hafnarfjörður |
| 06.06.2012 | KA Akureyri          | 2:0                   | KFF Fjarðabyggðar    |
| 06.06.2012 | Víkingur Reykjavík   | 2:0                   | Fjölnir Reykjavík    |
| 06.06.2012 | Keflavík ÍF          | 0:1                   | UMF Grindavík        |
| 06.06.2012 | KS Dalvík/Reynir     | 1:3                   | Reynir Sandgerði     |
| 07.06.2012 | KFS Vestmannaeyja    | 0:1                   | KB Breiðholts        |
| 07.06.2012 | UMF Stjarnan         | 4:1                   | ÍF Grótta            |
| 07.06.2012 | UMF Selfoss          | 2:1                   | UMF Njarðvík         |
| 07.06.2012 | UMF Þróttur Vogar    | 1:3                   | UMF Afturelding      |
| 08.06.2012 | þór Akureyri         | 1:4                   | Valur Reykjavík      |
| 08.06.2012 | FH Hafnarfjörður     | 1:1 n. V. (2:3 i. E.) | Fylkir Reykjavík     |
| 08.06.2012 | Breiðablik Kópavogur | 5:0                   | BÍ/Bolungarvík       |
| 08.06.2012 | ÍA Akranes           | 1:2                   | KR Reykjavík         |
| 12.06.2012 | UMF Víkingur         | 0:2                   | ÍBV Vestmannaeyja    |

## Achtelfinale
| Datum      |                    | Ergebnis  |                      |
| ---------- | ------------------ | --------- | -------------------- |
| 25.06.2012 | ÍBV Vestmannaeyja  | 6:1       | Höttur Egilsstaðir   |
| 25.06.2012 | KA Akureyri        | 2:3       | UMF Grindavík        |
| 25.06.2012 | UMF Stjarnan       | 1:0       | Reynir Sandgerði     |
| 25.06.2012 | UMF Afturelding    | 2:3 n. V. | Fram Reykjavík       |
| 25.06.2012 | UMF Selfoss        | 4:0       | KB Breiðholts        |
| 25.06.2012 | þróttur Reykjavík  | 2:1 n. V. | Valur Reykjavík      |
| 26.06.2012 | KR Reykjavík       | 3:0       | Breiðablik Kópavogur |
| 26.06.2012 | Víkingur Reykjavík | 2:1       | Fylkir Reykjavík     |

## Viertelfinale
| Datum      |                    | Ergebnis |                |
| ---------- | ------------------ | -------- | -------------- |
| 08.07.2012 | ÍBV Vestmannaeyja  | 1:2      | KR Reykjavík   |
| 08.07.2012 | Víkingur Reykjavík | 0:3      | UMF Grindavík  |
| 08.07.2012 | þróttur Reykjavík  | 3:0      | UMF Selfoss    |
| 09.07.2012 | UMF Stjarnan       | 2:1      | Fram Reykjavík |

## Halbfinale
| Datum      |               | Ergebnis |                   |
| ---------- | ------------- | -------- | ----------------- |
| 01.08.2012 | UMF Stjarnan  | 3:0      | þróttur Reykjavík |
| 02.08.2012 | UMF Grindavík | 0:1      | KR Reykjavík      |

## Finale
| Paarung        | UMF Stjarnan – KR Reykjavík |
| Ergebnis       | 1:2 (1:1) |
| Datum          | 18. August 2012 |
| Stadion        | Laugardalsvöllur, Reykjavík |
| Zuschauer      | 5.080 |
| Schiedsrichter | Þóroddur Hjaltalín |
| Tore           | 0:1 Garðar Jóhannsson (6.) 1:1 Gary Martin (32.) 1:2 Baldur Sigurðsson (84.) |
| UMF Stjarnan   | Arnar Darri Pétursson – Jóhann Laxdal, Daníel Laxdal, Alexander Scholz, Baldvin Sturluson – Kennie Chopart, Atli Jóhannsson (86. Tryggvi Sveinn Bjarnason), Halldór Orri Björnsson (90. Gunnar Örn Jónsson), Mark Doninger – Garðar Jóhannsson, Ellert Hreinsson. Cheftrainer: Bjarni Jóhannsson                                        |
| KR Reykjavík   | Hannes Þór Halldórsson – Aron Bjarki Jósepsson, Grétar Sigfinnur Sigurðarson, Guðmundur Reynir Gunnarsson, Kjartan Henry Finnbogason – Baldur Sigurðsson, Óskar Örn Hauksson (80. Emil Atlason), Bjarni Guðjónsson, Viktor Bjarki Arnarsson (85. Viktor Arnarsson) – Gary Martin, Magnús Már Lúðvíksson. Cheftrainer: Rúnar Kristinsson |
| Gelbe Karten   | Jóhann Laxdal, Daníel Laxdal – Baldur Sigurðsson, Viktor Bjarki Arnarsson, Kjartan Henry Finnbogason |